# Laura Igaune
Laura Igaune (née le 10 février 1988) est une athlète lettone spécialiste du lancer de marteau.

## Carrière
Détentrice du record de Lettonie du lancer de marteau avec 68,94 m réalisés en 2012, elle dépasse en avril 2019 la limite des 71 m qualificative pour les championnats du monde de Doha avec un lancer à 71,61 m. 
Elle améliore ce record au mois de mai avec 73,56 m.
A Doha elle est éliminée au stade des qualifications, avec un jet à 67,77 m.

### Palmarès

#### National
- 2 titres en 2009 et 2010.

### Records
| Épreuve           | Performance | Lieu        | Date        |
| ----------------- | ----------- | ----------- | ----------- |
| Lancer du marteau | 73,56 m     | Mount Olive | 11 mai 2019 |